# Пичхадзе, Анна Абрамовна
А́нна Абра́мовна Пичха́дзе (род. 16 августа 1956) — советский и российский лингвист, доктор филологических наук (2011), член-корреспондент РАН (2019), лауреат премии имени А. А. Шахматова (2012).

## Биография
Окончила отделение классической филологии филологического факультета МГУ.
С 1978 года работает в Институте русского языка имени В. В. Виноградова.
В 1988 году защитила кандидатскую диссертацию «К лингвотекстологическому изучению славянского Паримейника» (рук. А. А. Алексеев).
В 2011 году защитила докторскую диссертацию «Языковые особенности переводных памятников письменности XI—XIII вв., содержащих восточнославянские лексические элементы».

## Общественная позиция
В феврале 2022 года подписала открытое письмо российских учёных и научных журналистов с осуждением вторжения России на Украину и призывом вывести российские войска с украинской территории.

## Научная деятельность
Научные интересы: палеославистика, текстология, история древнерусского языка, критика текста, историческая корпусная лингвистика, eHumanities.
Автор работ по текстологии и истории славянской письменности, по языку славянских переводов с греческого, исторической грамматике и исторической лексикологии русского языка, организатор и участник академических изданий древнерусских и старославянских памятников.
Принимала участие в создании шести выпусков (вып. 9-15) «Словаря русского языка XI—XVII вв.»; в трех из них (вып. 13, 14 и 15) — в качестве одного из авторов. Ответственный секретарь редакции журнала «Русский язык в научном освещении».
В 1986 году переведена в группу «Этимологического словаря русского языка», участвовала в создании картотеки словаря и написании авторских статей. Результаты этой работы представлены в подготовленном и отредактированном А. А. Пичхадзе словарном издании «Новое в русской этимологии. I» (М., 2003), в котором её авторский вклад составляет около 11 авторских листов, и изданном в 1993 году популярном словаре «Из истории русских слов».
Параллельно этимологической работе, участвовала в двух других коллективных темах Института: «Словарь древнерусского языка XI—XIV вв.» (работа с греческими источниками, написание словарных статей) и «Изборник Святослава 1073 г.». Ею составлен текстологический комментарий ко всему славянскому тексту Изборника на основе его сопоставления с греческим прототипом и полностью проведено редактирование грамматического словоуказателя к изданию.
Как специалист в области славянской библеистики, провела обширную исследовательскую и координационную работу по сбору в рукописных хранилищах России, обработке и изучению текстологического материала для международного проекта «Текстологическое исследование и издание славянского Евангелия» (рук. А. А. Алексеев).
Она является соавтором изданных в рамках этого проекта книг «Евангелие от Иоанна в славянской традиции» (СПб., 1998) и «Евангелие от Матфея в славянской традиции» (СПб., 2005); близится к завершению издание ещё двух евангельских книг — от Марка и от Луки.
Является одним из руководителей и исполнителей работ по созданию Фонда древнерусских письменных памятников XI—XVII вв. Под её руководством осуществлены лингвистические издания «История Иудейской войны» Иосифа Флавия: Древнерусский перевод" (в 2-х томах. М., 2004) и «Пчела: Древнерусский перевод» (в 2-х томах. М., 2008).
При участии А. А. Пичхадзе в Институте русского языка имени В. В. Виноградова РАН разработаны компьютерные системы лингвистического представления древнерусских письменных источников и созданы лингвистические базы данных по Студийскому уставу, Чудесам Николая Мирликийского, Истории Иудейской войны, Житию Андрея Юродивого, Пчеле, Александрии, Повести об Акире Премудром. Эти базы данных позволяют получать полную информацию о грамматических и лексических характеристиках текстов, описывать специфические комбинации грамматических и лексических признаков, характеризующие каждый памятник в отдельности, и группировать тексты по совокупности лингвистических параметров.

## Награды
- Премия имени А. А. Шахматова (2012) — за монографию «Переводческая деятельность в домонгольской Руси: лингвистический аспект»